# Bowman-Kapsel

Schematischer Aufbau des Nierenkörperchens

Nierenkörperchen: 2 Bowmansche Kapsel, parietales Blatt; 3 Bowmansche Kapsel, viszerales Blatt; 3a Podozytenfüsschen; 3b Podozyt; 4 Lumen der Bowman-Kapsel (Kapselraum), 7 Macula densa

Die Bowman-Kapsel (benannt nach William Bowman, früher auch als Malpighi-Kapsel bezeichnet) ist eine doppelwandige Struktur, welche das Glomerulum – das Kapillarknäuel des Nierenkörperchens – umgibt. Sie entsteht entwicklungsgeschichtlich dadurch, dass sich das Glomerulum in die Kapsel einstülpt. Zwischen beiden Schichten (Blättern) liegt ein schmaler Spaltraum, der Kapselraum. Hierhin tritt der durch die Blut-Harn-Schranke filtrierte Anteil des Blutplasmas und gelangt über die Öffnung der Kapsel in den sich anschließenden proximalen Tubulus. Am Gefäßpol des Nierenkörperchens, dort wo die zuführende und abführende Arteriole verlaufen, gehen inneres und äußeres Blatt ineinander über. 
Das äußere (parietale) Blatt umschließt das gesamte Nierenkörperchen. Es besteht aus einem dünnen, einschichtigen Plattenepithel. 
Das innere (viszerale) Blatt der Bowman-Kapsel liegt den Kapillaren direkt an. Die spezialisierten Zellen des inneren Blattes werden als Podozyten („Fußzellen“) bezeichnet. Sie besitzen primäre und sekundäre Verzweigungen (Fortsätze). Zwischen diesen Fortsätzen ist eine Schlitzmembran ausgebildet. Die sehr feinen, außerordentlich zahlreichen, miteinander verzahnten Sekundärfortsätze bedecken von der Harnseite vollständig die Basalmembran. In den Schlitzen zwischen den verzahnten Füßchen befindet sich ein Schlitzdiaphragma (ähnlich den Adhärenskontakten, Protein Nephrin). Auch die Podozyten besitzen eine negativ geladene Glykokalix. Sie bilden mit dem gefensterten Endothel des Glomerulums die Blut-Harn-Schranke.